# Prionus fissicornis
Prionus fissicornis là một loài bọ cánh cứng trong họ Cerambycidae.